# Seis cantigas de amigo
Seis cantigas de amigo é o primeiro EP de José Mário Branco, editado pelos Arquivos Sonoros Portugueses em 1969. 

## História
As cantigas que fazem parte do EP foram gravadas em Paris no verão de 1968, na casa de Luís Cília, e foram levadas para Lisboa por Fernando Lopes-Graça.
Foi Michel Giacometti, fundador dos Arquivos Sonoros Portugueses em 1960, que foi responsável pela edição e publicação deste EP em 1969, juntamente com Fernando Lopes-Graça.
Giacometti reconheceu nas cantigas "as qualidades essenciais de estilo e de tom a que imediatamente se adere, assim como uma presença saudável haurida no mais fundo da nossa tradição lírica".
O EP teve a participação de Sérgio Godinho (2ª viola e pandeireta) e Raymond Guyot (flauta).
As seis cantigas foram reeditadas em 2018 na colectânea de José Mário Branco Canções escolhidas 1967-1999, publicada pela Warner Music Portugal, às quais se juntou a cantiga “Quantas sabedes amar, amigo (ou Mar de Vigo)”, gravada no mesmo período que as outras mas que ficou de fora do alinhamento original do EP por falta de espaço.

## Alinhamento
O EP tem o seguinte alinhamento:
Lado A
| N.º            | Título                     | Compositor(es)    | Letra                  | Duração |  |
| 1.             | "Ai flores do verde pinho" | José Mário Branco | D.Dinis                | 2:37    |  |
| 2.             | "Leda m’and’eu"            | José Mário Branco | Nuno Fernandes Torneol | 3:17    |  |
| 3.             | "Ma madre velida"          | José Mário Branco | D.Dinis                | 2:26    |  |
| Duração total: | Duração total:             | Duração total:    | Duração total:         | 0:07:08 |  |

Lado B
| N.º            | Título                  | Compositor(es)    | Letra             | Duração |  |
| 1.             | "Levantou-s’a velida"   | José Mário Branco | D.Dinis           | 2:08    |  |
| 2.             | "Bailad’hoje, ai filha" | José Mário Branco | Airas Nunes       | 2:45    |  |
| 3.             | "Leila doura"           | José Mário Branco | Pedro Eanes Solaz | 3:25    |  |
| Duração total: | Duração total:          | Duração total:    | Duração total:    | 0:07:78 |  |